# موج گرانشی
در فیزیک، موج گرانشی موجی است که توسط میدان گرانشی تولید می‌شود. وجود این نوع از امواج توسط آلبرت اینشتین در سال ۱۹۱۶ از طریق نظریهٔ نسبیت عام به‌طور نظری پیش‌بینی شد، و صدسال بعد، در سال ۲۰۱۶ به کمک تأسیسات لایگو به‌طور تجربی مشاهده گردید و در سال ۲۰۱۷سه دانشمند (راینرویس، بری سی بریش وکیپ اس تورن) به‌طورمشترک جایزه نوبل فیزیک ۲۰۱۷ را به دلیل تلاش‌های خود در زمینه آشکارساز لایگوو مشاهده امواج گرانشی دریافت کردند.
موج گرانشی به‌طور نظری انرژی تابش گرانشی را منتقل می‌کند. منابع موج‌های گرانشی قابل آشکارسازی شامل سیستم‌های ستاره دوتایی است که یکی از اعضای آن کوتوله سفید، ستاره نوترونی یا سیاه‌چاله باشد. وجود موج گرانشی یکی از عوارض ناوردایی لورنتز در نسبیت عام است. همچنین این باعث می‌شود که سرعت برهمکنش‌های گرانشی محدود باشد اما در فیزیک کلاسیک این‌گونه نیست. ردیابی امواج گرانشی در واقع دو نظریهٔ مهم فیزیک و کیهان‌شناسی را ثابت کرده‌است، فرضیهٔ نسبیت عام انیشتین که حدود صد سال پیش (۱۹۱۶) ارائه شد و نظریهٔ دیگری به نام نظریهٔ تورم کیهانی که در دههٔ هشتاد میلادی مطرح شد. امواج گرانشی چین‌های ریزی در تارو پود هستی هستند، مثل امواجی که اقیانوس را درمی‌نوردند.

## موج گرانشی به زبان ساده
در فیزیک مدرن، زمان، بعد چهارم جهان محسوب می‌شود. انیشتین دریافت که نمی‌توان دو مفهوم فضا و زمان را از هم جدا کرد و هندسه جهان چهار بعدی می‌باشد (سه بعد فضا و یک بعد زمان). او در تئوری نسبیت این هندسه را فضا-زمان نامید. گرانش یا جاذبه در این تئوری انحنایی در فضا-زمان است. این انحنا را جرم ایجاد می‌کند. هر چه جرم جسمی بیشتر باشد انحنای بزرگتری در فضا-زمان ایجاد می‌کند. این انحنا در واقع موقعیت جسم را مشخص می‌نماید. وقتی جسمی حرکت می‌کند، انحنایی که در فضا-زمان ایجاد می‌کند هم حرکت می‌کند.
برای اینکه این موضوع روشن شود، یک صفحهٔ بسیار نرم لاستیکی منعطف را در نظر بگیرید. اگر یک توپ بسکتبال را روی آن قرار بدهید، جرم زیاد آن باعث فرو رفتگی در صفحهٔ لاستیکی خواهد شد. حال کمی این توپ را بغلتانید تا از نقطهٔ A به نقطهٔ B برود؛ انحنای موجود در صفحهٔ لاستیکی نیز همراه با توپ جابجا خواهد شد و از A به B خواهد رفت. واضح است که نقطهٔ A دیگر انحنا نخواهد داشت و بالا خواهد آمد. این حرکت از پایین به بالای صفحه، باعث ایجاد نوعی موج می‌شود. در ساختار فضا-زمان، این موج، موج گرانشی نامیده می‌شود.
رویدادهای عظیم کیهانی مثل انفجار ابرنواخترها که انرژی‌های عظیم با سرعت نور حرکت می‌کنند موج گرانشی تولید می‌کنند. وقتی که آب را در حوض به هم بزنید موج‌های کوچکی ایجاد می‌شود. این موج‌ها را می‌توان به مثابه موج گرانشی در نظر گرفت.

## فرکانس امواج گرانشی چقدر است؟
سیگنال‌های موج گرانشی در فرکانس‌های مختلف، از حدود ۱۰ تا ۱۷ هرتز برای امواج در زمینه کیهان‌شناسی تا حدود ۱۰۳ هرتز از ایجاد ستاره‌های نوترونی در انفجارهای ابرنواختر هستند.

## امواج گرانشی زمینه ای (تصادفی)
امواج گرانشی تصادفی، امواج باقیمانده از مراحل اولیه کیهان هستند. مشابه پس‌زمینه مایکروویو کیهانی (CMB)، که احتمالاً نور باقی‌مانده از بیگ بنگ است، این امواج گرانشی ناشی از رویدادهای تصادفی متعددی هستند که در کنار هم قرار می‌گیرند و پس‌زمینه جهانی امواج گرانشی را تشکیل می‌دهند. بیگ بنگ منبع اصلی برای ایجاد فرآیندهای تصادفی مختلف مورد نیاز برای تولید امواج گرانشی تصادفی (و CMB) در نظر گرفته می‌شود.
بنابراین، این امواج ممکن است حاوی اطلاعاتی در مورد منشأ و تاریخ جهان باشد. اگر این امواج گرانشی واقعاً از بیگ بنگ سرچشمه می‌گرفتند، با انبساط جهان گسترش می‌یافتند و بینش‌هایی را در مورد ابتدای جهان ارائه می‌کردند. آنها تقریباً بین ۱۰^-۳۶ تا ۱۰^-۳۲ ثانیه پس از انفجار بزرگ تولید می‌شدند، در حالی که CMB حدود ۳۰۰۰۰۰ سال بعد تولید شد. صدای تولید شده توسط این امواج گرانشی یک نویز پیوسته (شبیه استاتیک) خواهد بود و از هر قسمت از آسمان یکسان خواهد بود (شبیه به CMB). پس‌زمینه‌های مشابهی نیز می‌تواند با ترکیبی از الهام‌های مختلف، انفجارها یا سیگنال‌های پیوسته از سراسر کیهان ایجاد شود.

## اثبات وجود موج گرانشی
در ۱۷ مارس ۲۰۱۴ دانشمندان مرکز اخترفیزیک هاروارد-اسمیت‌سونین وجود موج گرانشی را (به‌طور غیرمستقیم) ثابت کردند. جان کواچ، رئیس گروه پژوهشی این مرکز، در بیانیه‌ای اعلام کرد "ردیابی این علائم مهمترین هدف اخترشناسی مدرن بوده‌است. این شواهد را تلسکوپی به نام "کلیک بایسپ" که در قطب جنوب نصب شده ثبت کرده‌است. این تلسکوپ امواج مایکروویو فضا را برای ثبت انرژی انفجار بزرگ پایش می‌کند. "
در ۱۱ فوریه ۲۰۱۶ پژوهشگران در LIGO موفق به مشاهده مستقیم امواج گرانشی برای نخستین بار شدند. موج مشاهده شده ناشی از ترکیب دو سیاه‌چاله با جرم‌های تقریبی ۳۶ و ۲۹ برابر جرم خورشید، و در فاصلهٔ تقریبی ۴۱۰ مگاپارسک (حدود ۱/۳ میلیارد سال نوری) از زمین بود. موج گرانشی ناشی از تبدیل جرمی معادل با سه برابر جرم خورشید به انرژی در هنگام ترکیب دو سیاه‌چاله با یکدیگر بود. این اولین مشاهده از ترکیب دو سیاه‌چاله با یکدیگر نیز به حساب می‌آید.
این کشف که یکی از مهم‌ترین کشفیات اخترشناسی و فیزیک ارزیابی می‌شود. دانشمندان با مدل‌سازی کامپیوتری یک الگوی موجدار را پیش‌بینی کرده‌بودند و آنچه اکنون یافت شده این مدل را تأیید می‌کند. علاوه بر این اخترشناسان متوجه شدند این امواج قویتر از آن چیزی هستند که قبلاً تصور می‌شد.

## سومین موج گرانشی
در ژوئن ۲۰۱۷ میلادی ستاره‌شناسان موفق به کشف سومین موج گرانشی به نام GW170104 شدند.
این رویداد، دورترین ادغام دو سیاهچاله در بین این سه مشاهده بود. از آنجایی که سرعت حرکت این امواج در صفحه فضا-زمان برابر با سرعت نور است، پس می‌توان گفت که این رویداد قدیمی‌ترین مشاهده در بین سه مشاهدهٔ دیگر بود. این برخورد بیش از ۲ میلیارد سال قبل رخ داده‌است. سیاهچالهٔ نهایی حاصل از این رویداد تقریباً جرمی برابر با ۵۰ جرم خورشیدی داشت